# Robin Hood – Den Fredløse
 For alternative betydninger, se Robin Hood (flertydig). (Se også artikler, som begynder med Robin Hood)
Robin Hood – Den Fredløse (opr. Robin Hood: Prince of Thieves) er en amerikansk eventyrfilm og actionfilm fra 1991, instrueret af Kevin Reynolds. Rollen som Robin Hood spilles af Kevin Costner, mens andre centrale roller spilles af Morgan Freeman, Mary Elizabeth Mastrantonio, Christian Slater og Alan Rickman.
Filmen huskes af mange for Bryan Adams' ballade (Everything I Do) I Do It for You (fra hans album Waking Up The Nighbours). I en scene ses et ahorntræ, som siden har fået navnet Robin Hood Tree.
Filmen fik blandet modtagelse af kritikerne og har opnået 51% på Rotten Tomatoes. Den kendte amerikanske anmelder Roger Ebert gav den to af fire stjerner. Den blev en stor publikumssucces og indbragte $390 millioner på verdensplan, heraf $165 millioner i USA. Den blev den næstmest indbringende film i 1991, både på verdensbasis og i USA. Den blev kun slået af Terminator 2: Dommedag.

## Medvirkende
- Kevin Costner som Robin Hood
- Morgan Freeman som Azeem
- Mary Elizabeth Mastrantonio som Lady Marian
- Alan Rickman som George, Sheriffen af Nottingham
- Christian Slater som Will Scarlet
- Nicholas Brimble som Lille John
- Walter Sparrow som Duncan
- Michael McShane som Broder Tuck
- Michael Wincott som Sir Guy of Gisborne
- Soo Drouet som Fanny
- Daniel Newman som Wulf
- Daniel Peacock som David Doncester
- Brian Blessed som Lord Locksley
- Geraldine McEwan som Mortianna
- Sean Connery som Richard Løvehjerte

## Priser og nomineringer
Priser
- ASCAP Award for sang: Bryan Adams og Robert John Lange
- BAFTA Award for bedste mandlige birolle: Alan Rickman
- BMI Film & TV Awards for BMI Film Music Award: Michael Kamen
- BMI Film & TV Awards for mest fremført sang i en film: Michael Kamen
- Evening Standard British Film Award for bedste skuespiller: Alan Rickman
- Golden Screen (Goldene Leinwand): Filmen
- Grammy Awards for bedste sang skrevet for film: Robert John Lange, Michael Kamen og Bryan Adams
- London Film Critics' Circle en ALFS Award for årets mandlige britiske skuespiller: Alan Rickman
- MTV Movie Award for bedste filmsang: Bryan Adams
- Motion Picture Sound Editors en Golden Reel Award for bedste lydklip
- Razzie Awards for værste mandlige hovedrolle: Kevin Costner
- Young Artist Awards for bedste familiefilm (Drama)
- Young Artist Awards for bedste ungdomsskuespiller: Daniel Newman

Nomineringer
- Filmen blev også nomineret til en Oscar (sang), fem Saturn Award, en BAFTA Award, to Golden Globe, en Grammy, seks MTV Movie Award og en Razzie Award.[kilde mangler]